# Abdülkerim Bardakcı
Abdülkerim Bardakcı, né le 7 septembre 1994 à Konya, est un footballeur international turc, jouant au poste de défenseur central au Galatasaray SK.

## Biographie

### En club

#### Formation et débuts au Konyaspor
Abdülkerim Bardakcı est formé au Zonguldakspor entre 2007 et 2009, avant de rejoindre le Konyaspor, le club de sa ville natale,.
Il dispute son premier match avec l'équipe première du Konyaspor le 2 octobre 2011 lors d'un match de deuxième division turque face au Sakaryaspor, en entrant en jeu à deux minutes du terme en remplacement de Marcin Robak. Il est titularisé pour la première fois le 19 octobre suivant contre Denizlispor.
Le 17 août 2013, Bardakcı joue son premier match de Süper Lig contre Fenerbahçe.

#### Gain de temps de jeu en prêt
Le 21 janvier 2014, il est prêté jusqu'à la fin de la saison à l'Anadolu Selçukluspor en troisième division turque. Il inscrit son premier but en équipe première le 2 mars contre Gaziosmanpaşa.
Le 21 août 2014, Abdülkerim Bardakcı est prêté à l'Adana Demirspor en deuxième division[réf. nécessaire].

#### Retour à Konyaspor
De retour à Konyaspor, Bardakcı inscrit son premier but en Süper Lig le 22 novembre 2015 contre l'Eskişehirspor, qui voit son équipe l'emporter sur le score de 3-2. Lors de la saison 2016-2017, il dispute ses premiers matchs européens en Ligue Europa contre le SC Braga et le Chakhtar Donetsk.

#### Nouvelle série de prêts
Le 13 janvier 2017, il est prêté au Samsunspor, prêt qui est renouvelé à l'été 2017 jusqu'à la fin de l'année civile. Le 11 janvier 2018, Bardakcı est prêté pour la fin de la saison au Giresunspor.
Il est à nouveau prêté pour la saison 2018-2019, cette fois au Denizlispor. Lors de la saison suivante, il rallie l'Altay SK en prêt.

#### Révélation à Galatasaray
Le 1er juillet 2022, Abdülkerim Bardakcı est transféré au Galatasaray SK. Le montant du transfert s’élève à 2,8 M€. À l'issue de la saison 2022-2023, Bardakcı et ses coéquipiers sont sacrés champions de Turquie. Lors des célébrations du titre, il rend hommage à son coéquipier à Konyaspor, Ahmet Çalık, décédé dans un accident de la route en janvier 2022. À l'automne 2023, il dispute ses premiers matchs de Ligue des champions, étant titularisé lors des six rencontres de la phase de groupes. En mai 2024, Galatasaray conserve son titre de champion de Turquie à la suite d'une saison où le club obtient 102 points au classement.

### En sélection
Le 24 mars 2021, Abdülkerim Bardakcı est convoqué pour la première fois en équipe de Turquie en stage pour les qualifications à la Coupe du monde 2022. Il reste cependant sur le banc lors des deux rencontres du mois. 
Le 16 juin 2023, Bardakcı honore sa première sélection en équipe de Turquie contre la Lettonie en qualifications à l'Euro 2024. Il marque à l'occasion de cette rencontre son premier but international, initiant la victoire 3-2 de ses compatriotes.
Le 7 juin 2024, il figure dans la liste définitive des 26 joueurs sélectionnés par Vincenzo Montella pour disputer  l'Euro 2024.

## Palmarès
- Konyaspor
  - Vainqueur de la Coupe de Turquie en 2017

- Denizlispor
  - Vainqueur du Championnat de Turquie de deuxième division en 2019

- Galatasaray SK
  - Vainqueur du Championnat de Turquie en 2023 et 2024
  - Vainqueur de la Coupe de Turquie en 2025[19]
  - Vainqueur de la Supercoupe de Turquie en 2023